# Crucianella longibarbata
Crucianella longibarbata är en tvåvingeart som beskrevs av Xue och Qiao Ping Xiang 1994. Crucianella longibarbata ingår i släktet Crucianella och familjen husflugor. Inga underarter finns listade i Catalogue of Life.